# Björn Nordqvist
Björn Nordqvist   (Hallsberg, 6 d'octubre de 1942) és un exfutbolista suec de la dècada de 1970.
Fou 115 cops internacional amb la selecció sueca amb la qual participà en la Copa del Món de Futbol de 1970, 1974 i 1978.
Pel que fa a clubs, defensà els colors de Örgryte IS, Minnesota Kicks, IFK Göteborg, PSV Eindhoven i IFK Norrköping.

## Referències

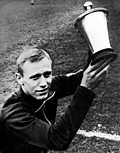
Bjorn Nordqvist el 1968.